# ماشین‌کاری با جریان ساینده
ماشین کاری با جریان ساینده، یک فرایند پرداخت کاری است که در آن حرکت یک خمیر نیمه جامد از ذرات ساینده بر روی سطحی که قرار است پرداخت شود باعث برداشت مقدار کمی ماده می‌شود. ویسکوزیته ماده واسطه به حدی بالا است که می‌توان آن را میان انگشتان دست، مانند یک توپ پلاستیکی نگاه داشت و سپس با عمل فشار اندک تغییر شکل داد.
دو سیلندر عمودی مقابل هم، واسطه ساینده را از مجراهای تشکیل شده توسط قطعه کار و ابزار کار یا قطعه کار به تنهای به جلو و عقب می‌رانند. این فرایند برای عملیاتی مانند پلیسه گیری، گرد نمودن گوشه‌ها، جلا کاری، برداشت لایه تبلور مجدد و ایجاد تنش‌های فشاری پسماند مناسب است. به منظور افزایش بهره‌وری چندین قطعه را هم‌زمان می‌توان ماشین کاری کرد. این روش انعطاف‌پذیری بالایی دارد، به این معنی که با تعویض ابزارهای کار، پارامترهای ماشین کاری، واسطه‌ها، و ساینده‌ها می‌توان از یک دستگاه برای کارهای گوناگون استفاده کرد.
واسطه ساینده نیمه جامد، با فشار از میان قطعه کار و مجاری محدودکننده تشکیل شده توسط ابزار کار و قطعه کار عبور داده می‌شود. این نیرو می‌تواند به صورت هیدرولیکی یا مکانیکی تأمین شود. سرعت واسطه متناسب با مساحت سطح مقطع مجرا است. هر چه مجرا تنگ‌تر باشد نیرو مورد نیاز بیشتر می‌باشد. ذرات ساینده به عنوان ابزار برشی عمل می‌کنند از این رو این روش یک فرایند برش کاری چند لبه است که نرخ برداشت ماده بسیار کمی را دارد و از آن هم برای فلزات و هم برای نافلزات می‌توان استفاده کرد. این روش همچنین برای ماشین کاری قطعات دارای مجراهای غیرقابل دسترس برای ابزارهای پلیسه‌گیری و جلا کاری معمولی مناسب است.

## سیستم ماشین کاری با جریان ساینده
این سیستم شامل سه قسمت است که عبارتند از: دستگاه، ابزار کار و واسطه

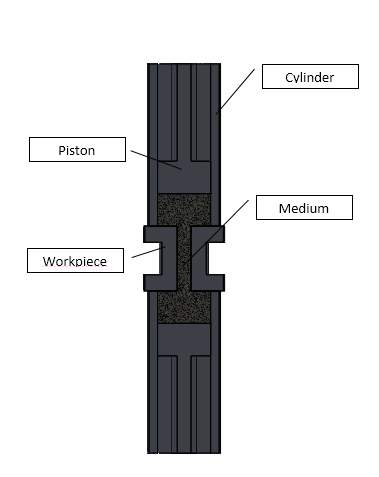
نمای ساده از دستگاه ماشین کاری با جریان ساینده

### دستگاه
دستگاه از دو سیلندر و واسطه ساینده تشکیل شده است، فشار عبور و حجم جریان را کنترل می‌کند. واسطه به کمک یک پیستون هیدرولیکی به صورت رفت و برگشتی از یک سیلند به سیلندر دیگر حرکت داده می‌شود.
این سیلندرها یا محفظه‌ها با قطعه کار که به صورت ساندویچی در بین آن‌ها قرار گرفته به یکدیگر محکم بسته می‌شوند. منطقه محصور قطعه کار را که واسطه با فشار از آنجا عبور می‌کند مجرا کشش یا عبور می‌گویند. محدوده فشار کاری واسطه از ۰٫۷–۲۲ مگا پاسکال می‌باشد. در بعضی مورد به منظور ثابت نگاه داشتن ویسکوزیته واسطه از خنک‌کننده‌ها برای کاهش دمای واسطه استفاده می‌شود. دستگاه‌هایی با کنترل دستی یا کامپیوتری وجود دارد.

### ابزار کار
ابزار کار قسمتی از سیستم AFM است که برای محصور کردن و هدایت جریان واسطه به منطق مورد نظر استفاده می‌شود. اصل اساسی در طراحی ابزار کار سیستم اجازه حرکت یا مسدود نمودن حرکت واسطه به داخل یا خارج از مجراهای قطعه کار است که در آن پلیسه گیری، گرد کردن گوش‌ها و بهبود سطح مورد نظر است. طراحی ابزار در دستگاه AFM به دو منظور صورت می‌گیرد.
- برای ثابت نگاه داشتن قطعات در موقعیت مطلوب
- برای نگاه داشتن واسطه و هدایت جریان آن

بیشترین ماشین کاری در جایی اتفاق می‌افتاد که بیشترین محدودیت جریان ساینده وجود داشته باشد. هنگام ماشین کاری سوراخ‌های داخلی مانند سوراخ داخلی یک محور، میزان محدودیت برای جریان واسطه توسط شکل داخلی سوراخ تعیین می‌شود. در مورد سطوح خارجی، تاره ابزار کار میزان محدودیت را تعیین می‌کند. در پرداخت دندانه چرخ دنده ساده قطر استوانه اطراف دندانه چرخ دنده میزان محدودیت برای جریان واسطه را تعیین می‌کند.
مجراهای مشابه را می‌توان به صورت موازی پرداخت کرد. در مورد قطعات با سطح مقطع غیر یکنواخت باریکترین مقطع بیشترین نرخ براده برداری(MRR) را دارد و پهن‌ترین مقطع کمترین مقدار MRR را دارا خواهد بود. بوش‌های قابل تعویض ساخت شده از جنس نایلون، تفلون یا مواد مشابه دیگر برای محدود کردن جریان واسطه به منظور ایجاد عمل سایش به کار می‌روند. وقتی این بوش‌ها در عصر سایش از بین می‌روند با بوش‌های جدید تعویض کی گردند. در صورتی که این بوش‌ها مناسب طراحی شوند، طول عمرشان می‌تواند برای تولید هزاران قطعه نیز باشد.

### واسطه
ویژگی‌های واسطه، قدرت عمل ساینده را در طول فرایند تعیین می‌کند. واسطه ماده انعطاف‌پذیری و به اندازه کافی ارتجاعی است که وقتی از یک مجرا عبور می‌کند تغییر شکل می‌دهد. واسطه شامل یک ماده پایه و ذرات ساینده می‌باشد که ماده پایه (ماده ویسکوپلاستیک و ویسکوالاستیک) از یک پلیمر علی و ژلّ هیدروکربنی سخته می‌شود. ترکیب ماده پایه میزان سفتی آن را مشخص می‌کند. سفت‌ترین واسطه برای بزرگ‌ترین سوراخ‌ها و نرم‌ترین برای سوراخ‌های کوچک به کار می‌رود. سفتی بالای واسطه باعث یک نوع اکسترژن خالص می‌شود در حالیکه واسطه نرم، یک جریان سریع تر را در مرکز نسبت به دیواره‌ها باعث خواهد شد. یک واسطه سفت‌تر مجرا را یکنواخت تر پرداخت می‌نماید در حالیکه سفتی کمتر واسطه منجر به گرد شدن لبه‌ها در دهانه ورودی مجرا می‌شود.
هنگامی که واسطه حاوی ذرات ساینده با سطح مقطع کاری که قرار است ماشین کاری شود تماس پیدا می‌کند، دانه‌های ساینده در جای خود محکم نگا داشته می‌شوند و واسطه به عنوان یک سمباده تغییر شکل پذیر عمل می‌کند.
مواد ساینده که معمولاً در استفاده می‌شوند عبارتند از:اکسید آلومینیوم، سیلیسیوم کاربید، کاربید بور و الماس
- اکسید آلومینیوم در مقایسه با سایر مورد، یک ماده ارزان به حساب می‌آید و برای مقاصد عمومی کارایی خوبی دارد.
- سیلیسیوم کاربید نرخ بار برداری زیادی دارد و با دوام و اقتصادی می‌باشد.
- کاربید بور نسبتاً گران است و برای ماشین کاری مواد سخت کاربرد دارد.
- الماس برای مواد بسیار سخت مانند کاربید تنگستن و حذف لایه‌های انجماد مجدد کاربرد دارد.

ساینده‌ها از نظر دانه در گستره وسیع بین (۸–۷۰۰ مش) قرار دارد. دانه‌های بزرگ‌تر قادرند عمل برش را سریعتر انجام دهند، بدون اینکه صافی سطح خراب شود. دانه‌های در محدوده (۶۰۰–۷۰۰ مش) به منظور افزایش سفتی، به ماده واسطه اضافه می‌شوند. این روش از به‌کارگیری ماده مبنای سفت، اقتصادی تر می‌باشد.
هنگامی که ماده واسطه مورد استفاده، توان برشی خود را از دست بدهد، به منظور احیای مجدد خواص آن می‌توان مواد ساینده یا ماده مبنای بیشتری به آن اضافه کرد. در هر حال اگر بعد از ماشین کاری، وزن ماده واسطه ۱۰٪ وزن اولیه ذرات جدا شده از قطعه کار افزایش یابد آن ماده باید دور ریخته شود.
قطعه کار، باید بد از خارج شدن از ماشین AFM، از ماده واسطه تمیز شود. استفاده از هوا یا خلأ مطلوب‌ترین راه برای این منظور است. حلال‌ها با اینکه پاک کردن قطعه را به خوبی انجام می‌دهند، اما ماده مبنا را حل و تخریب می‌نمایند.

## متغیرهای فرایند
- تعداد سیکل‌ها
- حجم ماده واسطه جابجا شده در هر ضرب
- فشار بیرون راندن ماده واسطه از میان قطعه کار
- نوع، اندازه و ترکیب دانه‌ها
- شکل و ترکیب گیره بندی
- ویسکوزیته واسطه
- جنس قطعه کار

این پارامترها، پارامترهای ورودی هستند که بر پارامترهای خروجی، یعنی صافی سطح و سرعت باربردری فرایند تأثیر می‌گذارند.

## قابلیت‌های فرایند
- قادر است هنگامی که پرداخت اولیه سطح در حدود(۷–۰٫۷ میکرون) باشد، صافی سطح را تا ده مرتبه بهبود بخشد. بهترین پرداخت سطح که عملاً به وسیله به دست آماده است ۰٫۵ میکرون است.
- عیوبی از قبیل خراش‌های عمیق یا برآمدگی‌های بلند بر روی سطوح را نمی‌توان با برطرف کار، زیرا مواد از همه سطوح زدوده شده و باربرداری از همه سطوح به یک اندازه انجام می‌شود، از این رو نقایصی از قبیل گرد نبودن سوراخ‌ها و مخروطی بودن نیز نمی‌توانند با این روش تصحیح شوند.
- حداقل قطر سوراخ‌ها برای اینکه بتوانند به‌طور مؤثر مورد ماشین کاری قرار گیرند ۰٫۲ میلی‌متر است.
- این روش قادر است لبه‌ها را تا شعاع (۱٫۵–۰٫۰۲۵ میلی‌متر) گرد کند.
- رسیدن به تلرانس ابعادی ۰٫۰۰۵± میلی‌متر با این روش امکان‌پذیر است.[۵]

## کاربردها
AFM برای اتوماتیک نمودن عملیات پرداخت کاری که هزینه بالا و زحمت زیادی را می‌طلبد، مناسب بوده و می‌تواند به‌طور دستی نیز انجام گیرد. این فرایند برای پرداخت قالب‌های کشش، نازل مشعل برش با شعله، سطوح آیرودینامیک پره توربین‌ها، پلیسه‌گیری بدنه سوپاپ‌ها و قرقره‌های هواپیما، برداشت لایه دوباره ریخته‌گری شده پس از فرایند ماشین کاری تخلیه الکتریکی(EDM) و … بسیار مفید است. این فرایند در دو صنعت هوافضا و قالب‌سازی بسیار کاربرد دارد.

### هوافضا
- وضعیت سطوح آیرودینامیکی (کمپرسورها و توربین‌ها) بهتر می‌شود. این سطوح توسط فرایندهای EDM، ماشین کاری الکتروشیمیایی(ECM)، ریخته‌گری دقیق یا فرز کاری ایجاد شده‌اند. این فرایند به راحتی حتی در منطق غیرقابل دسترس می‌تواند این سطوح را پرداخت کند.
- برداشت لایه دوباره ریخته شده حرارتی به جا مانده از EDM یا ماشین کاری با لیزر
- پرداخت قطعات یدکی مانند نازل‌های پاشیدن سوخت، قطعات کنترل سوخت، یاتاقان‌ها
- با اصلاح سطوح به کمک فرایند AFM می‌توان مقاومت پره‌ها، نازل‌ها و افشانه‌ها را در برابر جریان هوا به‌طور دقیقی تنظیم نمود
- AFM استحکام خستگی مکانیکی را در پره‌ها، دیسک‌ها، توپی‌ها و محورها بهبود می‌بخشد.
- حذف رسوبات کربن و کک و بهبود تمامیت سطح
- از بین بردن اثر به جای مانده ظریف ماشین کاری
- هر دو عملیات گرد نمودن و پلیسه‌گیری پره‌های خنک‌کننده توربین در یک مرحله با انجام می‌شود.

### قالب‌ها

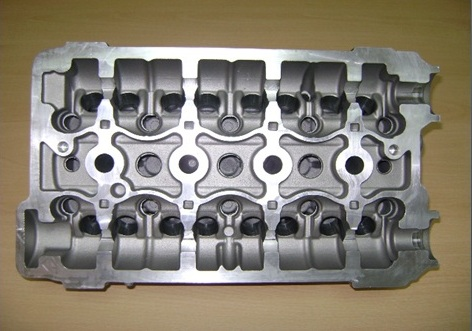
سرسیلندر

- چندین راهگاه را می‌توان هم‌زمان تولید کرد
- با کمتر کردن تغیرات ابعادی، پرداخت سطح را تا حد زیادی می‌توان بهبود بخشید
- مدت زمان پرداخت کاری در مقایسه با روش دستی کاهش قابل توجهی می‌یابد`پرداخت کاری سیلندر و سر سیلندر موتورهای دو و چهار زمانه برای بهبود جریان هوا و عملکرد بهتر توسط انجام می‌شود
- پرداخت کاری دقیق لبه چرخ دنده‌ها، پلیسه گیری، گرد کاری و صیقل کاری قطعات انژکتوری
- پرداخت کاری یکنواخت سوراخ‌های رزوه شده

## مزایا
- پلیسه زدایی، پرداخت و گرد کردن لبه‌ها در یک عملیات
- قابلیت تکرار بیشتر نسبت به روش‌های دستی
- امکان پرداخت سطوح پیچیده و غیرقابل دسترس
- سرعت بیشتر نسبت به پرداخت دستی

## معایب
- از دست رفتن و کم شدن ماده واسطه هنگام تمیز کردن قطعه کار
- هزینه بری فرایند و گران بودن تجهیزات و گیره بندی
- عدم توانایی انجام فرایند بر روی سوراخ‌های کور[۶]